# Cultura della ceramica lineare

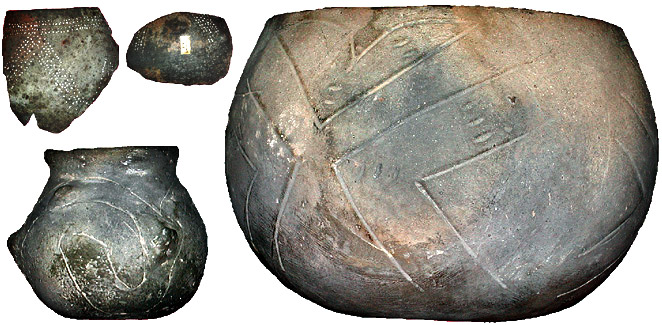
Ceramica lineare. "I recipienti sono globi schiacciati, sezionati in alto e leggermente appiattiti sul fondo, richiamando la forma di una zucca." (Frank Hibben). Da notare l'imitazione delle bande dipinte incidendone i bordi. La ceramica decorata a punzone della fase tarda è visibile all'angolo superiore sinistro.

La cultura della ceramica lineare (o Bandkeramik o Linearbandkeramik o LBK) è un importante orizzonte archeologico del neolitico europeo.
Fiorì nel periodo 5500-4500 a.C. circa (tra la metà del VI e la metà del V millennio a.C.), con una maggiore densità di siti nell'area del Danubio centrale e lungo il corso centrale e superiore dell'Elba e del Reno.
Rappresenta un'importante fase nell'ambito della prima diffusione dell'agricoltura in Europa. La ceramica da cui deriva il nome è costituita di semplici coppe, ciotole, vasi e brocche senza manici, a cui si aggiunsero in una fase successiva con lug semplici o perforati, basi e colli. Questi oggetti erano usati come ceramica da cucina o per il trasporto locale di cibo e liquidi.
I siti più importanti comprendono:
- Nitra in Slovacchia;
- Bylany nella Repubblica Ceca;
- Langweiler e Zwenkau in Germania;
- Brunn am Gebirge in Austria;
- Elsloo, Sittard, Köln-Lindenthal, Aldenhoven, Flomborn e Rixheim sul Reno;
- Lautereck e Hienheim lungo il corso superiore del Danubio;
- Rössen e Sonderhausen nella zona centrale dell'Elba.

Nella fase più antica della cultura della ceramica lineare sono state riconosciute due varianti:
- cultura della ceramica lineare antica o occidentale: si sviluppò nella zona centrale del Danubio, inclusa la parte occidentale dell'Ungheria, e si espanse lungo il Reno, l'Elba, l'Oder e la Vistola;
- cultura della ceramica lineare orientale: fiorì nell'Ungheria orientale.

Sono inoltre state definite anche una fase media e tarda:
- nella fase media la cultura della ceramica lineare antica si introdusse nella cultura del Bug-Dnestr e cominciò a produrre la ceramica a note musicali;
- nella fase tarda la cultura della ceramica decorata a punzone si espanse più oltre lungo la Vistola e l'Elba.

Alla fine si sostituirono ad essa un insieme di nuove culture, per nessuna delle quali si nota, tuttavia, una corrispondenza biunivoca con qualcuna delle sue varianti. Alcune di queste culture successive sono quelle di Hinkelstein, di Großgartach, di Rössen, di Lengyel, di Cucuteni e di Boian-Maritza.

## Nomi
L'espressione "ceramica a banda lineare" (Linear Band Ware) deriva dalla tecnica decorativa utilizzata nella ceramica. Il termine Bandkeramik ("ceramica a banda", in inglese Band Ware) fu utilizzato per la prima volta dall'archeologo tedesco Friedrich Klopfleisch (1831-1898). Corrisponde inoltre alla fase più antica della "cultura danubiana", definita da Vere Gordon Childe (cultura danubiana I o Early Danubian culture, che è la denominazione più antica utilizzata in inglese).
La cultura è attualmente nota con diversi nomi, tutti molto utilizzati:
- tedesco: Linienbandkeramische Kultur o Bandkeramische Kultur, dal nome della ceramica Linearbandkeramik (acronimo ampiamente diffuso: LBK) o Bandkeramik (il termine più popolare usato oggi in Germania)
- inglese: si usano diverse viarianti dei termini tedeschi tradotti, oltre all'acronimo LBK (Linear Pottery culture, o Linear Band Pottery culture, o Linear Ware culture o Linear Band Ware culture, o Linear Ceramics culture), o ancora Incised Ware Group.
- francese: culture rubanée e céramique rubanée.

Poiché la ceramica di Starčevo-Körös era più arcaica della ceramica lineare ed era diffusa in una regione contigua, adatta alla produzione del cibo, i primi studiosi vi cercarono dei precedenti. Molti disegni nella decorazione della ceramica di Starčevo-Körös erano costituiti da inticate bande dipinte: spirali, bande convergenti o bande verticali, e così via. La ceramica lineare sembra imitare queste bande dipinte disegnandole con linee incise piuttosto che colorandole con la pittura e per questo motivo il termine "lineare" venne impiegato per distinguere la ceramica con bande incise da quella con bande dipinte. Tuttavia la decorazione non è costituita solo da bande e le linee non sono solo diritte: alcuni motivi (spirali, rettangoli, triangoli, frecce) si ripetono e inoltre si possono presentare su tutto il corpo del vaso e non solo all'interno delle bande.
Inoltre i diversi nomi utilizzati posso definire varianti locali o essere specifici di una determinata fase o di un certo stile e non sempre c'è accordo tra gli studiosi se varianti e stili locali siano o meno da includere in questa cultura.

## Estensione geografica
La cultura della ceramica lineare iniziò nelle regioni più densamente abitate, ovvero lungo il medio corso del Danubio (Boemia, Moravia, Ungheria) e nei successivi 360 anni si estese per circa 1500 km lungo il corso dei fiumi, con un tasso di espansione, dunque, di circa 4 km ogni anno. Non si tratta dunque di un'invasione o di un'ondata, dal punto di vista di un osservatore contemporaneo, pur essendo comunque piuttosto veloce dal punto di vista del tempo archeologico.
La ceramica lineare era concentrata soprattutto nell'entroterra piuttosto che nelle aree costiere: non ci sono attestazioni in Danimarca o nelle fasce costiere della Germania e della Polonia, o sulla costa del mar Nero, in Romania. Le regioni costiere settentrionali rimasero occupate da culture mesolitiche che sfruttavano i tragitti dei salmoni dell'Atlantico. Ci sono, tuttavia, limitate concentrazioni di ceramica lineare nei Paesi Bassi, come a Elsloo, o in Belgio, con i siti di Darion, Remicourt, Fexhe e Waremme-Longchamps, o alle foci dell'Oder e della Vistola: evidentemente popolazioni di cultura neolitica e mesolitica potevano condividere le stesse zone geografiche.
Nella sua massima ampiezza la cultura della ceramica lineare si estese approssimativamente dalla linea della Senna-Oise (bacino parigino), fino alla linea del Dnepr verso est e al corso superiore del Danubio verso sud, prima della grande curva ungherese. Un'estensione correva lungo la valle del Bug Orientale, oltrepassava la valle del Dnestr e raggiungeva il basso corso del Danubio nella Romania orientale, ad est dei Carpazi

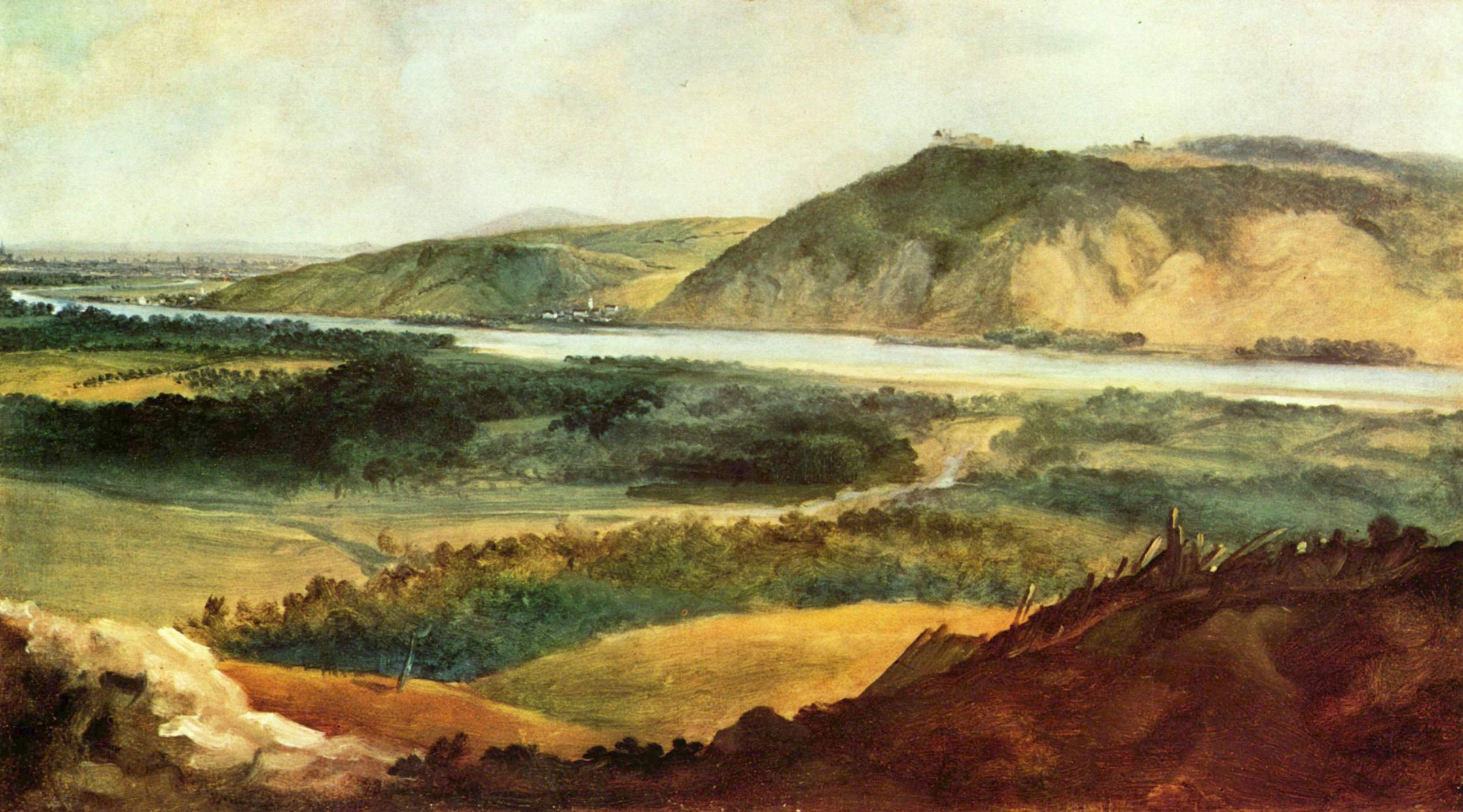
Il Danubio vicino a Vienna, di Johann Christian Brand, circa 1760
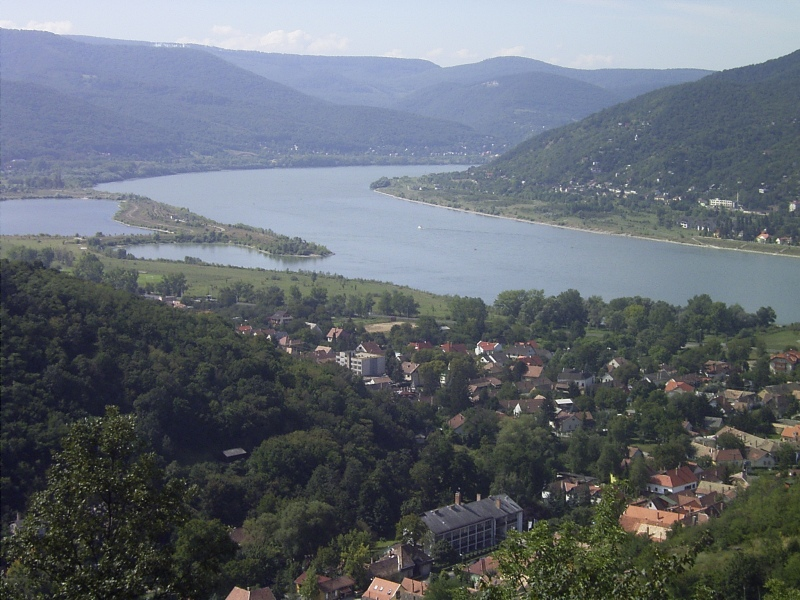
La curva ungherese del Danubio
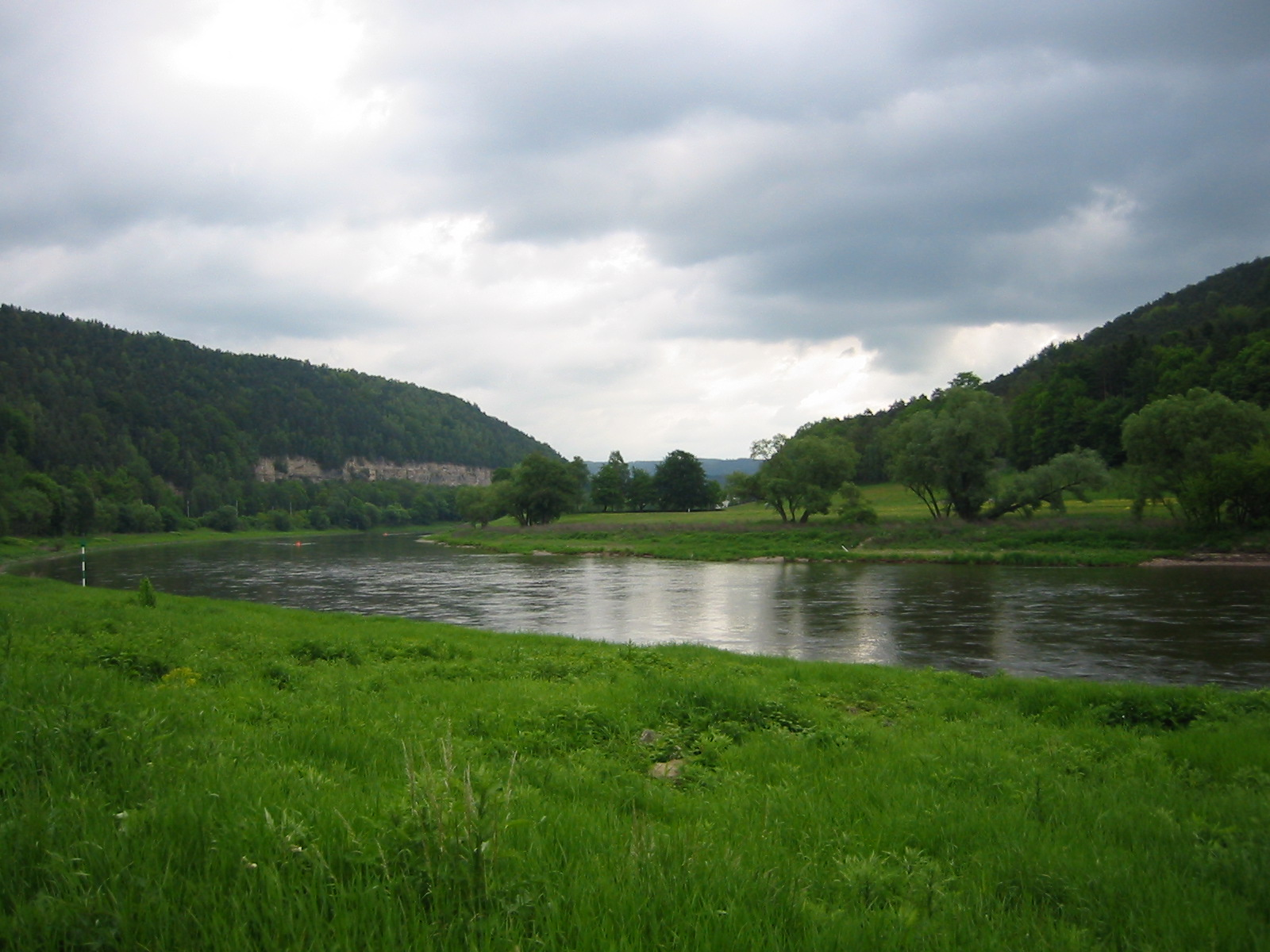
L'Elba
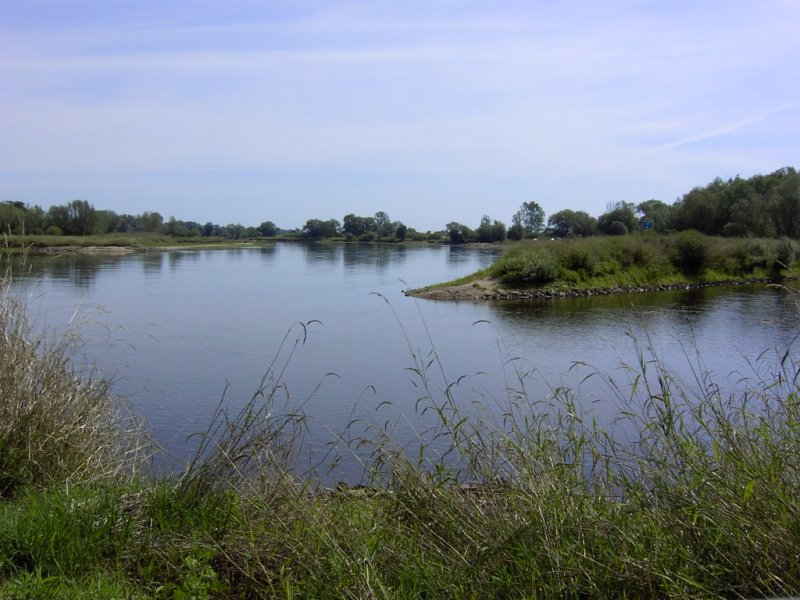
L'Oder

## Cronologia
Sulla ceramica lineare sono state acquisite molte datazioni con il metodo del carbonio-14, rendendo possibili delle analisi statistiche eseguite su gruppi di campioni differenti. Una di queste analisi, eseguita da Stadler e Lennais stabilisce un intervallo di confidenza del 68,2% per una datazione tra il 5430 e il 5040 a.C. e un intervallo di confidenza del 95,4% per una datazione tra il 5600 e il 4750 a.C.
Tuttavia l'acquisizione dei dati prosegue costantemente e pertanto qualsiasi analisi dovrebbe essere considerata solo come indicativa.
Nel complesso si può probabilmente affermare che la cultura della ceramica lineare abbracci molti secoli della preistoria dell'Europa continentale, tra il tardo VI millennio a.C. e gli inizi del V, con variazioni locali: i dati provenienti dal Belgio indicano una tardiva sopravvivenza della ceramica lineare fino al 4100 a.C.
La cultura della ceramica lineare non è il solo elemento legato all'inizio dell'economia basata sulla produzione del cibo anziché sulla caccia e raccolta, ed è pertanto stato necessario distinguerla dal Neolitico nel suo complesso, cosa che può essere fatta facilmente suddividendo il Neolitico europeo in periodi cronologici, che tuttavia sono notevolmente diversi a seconda degli studiosi. Una approssimazione può essere la seguente
- Neolitico antico (6000-5500 a.C. o prima metà del VI millennio a.C.): prima comparsa delle culture produttrici di cibo nella parte meridionale della zona che in seguito sarebbe stata interessata dalla cultura della ceramica lineare (cultura di Starčevo-Körös lungo il fiume Körös, in Ungheria meridionale, e cultura del Bug-Dnestr, in Ucraina.
- Neolitico medio (5500-5000 a.C., o seconda metà del VI millennio a.C.): cultura della ceramica lineare antica e media.
- Neolitico recente (5000-4500 a.C., o prima metà del V millennio a.C.): cultura della ceramica lineare recente e culture successive.

Con l'ultimo periodo si arriva alla fine del periodo neolitico. Un "Neolitico finale" è stato aggiunto come fase di transizione tra il Neolitico e l'età del bronzo Tutte le datazioni variano a seconda della regione geografica.
Gli stili della ceramica permettono qualche ulteriore suddivisione di questa finestra temporale. Gli schemi variano tra diversi studiosi e uno è il seguente:
- stile antico: ceramica lineare orientale e occidentale, con culture originatesi sul medio corso del Danubio;
- stile medio: ceramica a note musicali, con decorazione a linee incise spezzate o terminanti con punte o tratti, che danno loro l'aspetto apparente di note musicali; la cultura della ceramica lineare raggiunse la sua massima estensione e apparvero varianti regionali, tra le quali la tarda cultura del Bug-Dnestr.
- stile recente: ceramica decorata a punzone, con linee di punti impressi che sostituiscono le linee incise.

## Origini
L'origine della cultura deve essere distinta dall'origine etnica delle popolazioni a cui apparteneva.

### Cultura
La più antica teoria sull'origine della cultura della ceramica lineare è che essa provenga dalla cultura di Starčevo-Körös in Serbia e Ungheria.: la ceramica lineare sarebbe infatti apparsa per la prima volta (5600-5400 a.C. circa) lungo il corso medio del Danubio nell'area della cultura di Starčevo. L'espansione verso nord della più antica cultura di Starčevo-Körös avrebbe prodotto una variante locale, che raggiunse quindi il corso superiore del fiume Tisza. Tale variante sarebbe nata dal contatto con il popolo epipaleolitico nativo. Questo piccolo gruppo avrebbe iniziato una nuova tradizione di ceramica, sostituendo le incisioni alle pitture delle culture balcaniche.
Il sito di Brunn am Gebirge, a sud di Vienna sembra documentare la transizione verso la ceramica lineare. Il sito fu densamente abitato con case lunghe, approssimativamente verso il 5550-5200 a.C. Gli strati più antichi presentano ceramica del tipo Starčevo, con un grande numero di utensili fatti di materiali provenienti dal vicino lago Balaton, in Ungheria. Nel corso del tempo sul sito aumenta la ceramica lineare e le tracce di allevamento, mentre gli utensili in pietra diminuiscono.
Una seconda teoria propone uno sviluppo autoctono a partire dalle culture mesolitiche locali. Benché la cultura di Starčevo-Körös fosse giunta in Ungheria meridionale circa nel 6000 a.C. e la ceramica lineare si espandesse in quest'area molto rapidamente, pare vi sia uno iato di oltre 500 anni e vi sarebbe stata effettivamente una "barriera" geografica Inoltre, le specie coltivate nel Neolitico del Vicino e Medio Oriente non corrispondono con quelle della cultura della ceramica lineare e le popolazioni mesolitiche della regione usavano già alcune specie domestiche, come frumento e lino. La cultura di La Hoguette, nel nord-ovest dell'area della ceramica lineare, sviluppò la propria produzione cibaria da piante e animali nativi.
Una terza teoria attribuisce l'inizio della ceramica lineare a un'influenza proveniente dalle culture mesolitiche delle pianure dell'Europa orientale. La ceramica sarebbe stata usata nella raccolta intensiva di cibo.
Il tasso con cui la ceramica lineare si espanse non fu più veloce in generale dell'espansione del Neolitico: Dolukhanov ed altri ipotizzano che un impulso dato dalle steppe al sud-est avesse stimolato le popolazioni mesolitiche del nord a innovare la loro ceramica. Questa visione considera, tuttavia, solo la ceramica: presumibilmente i mesolitici ne combinarono l'uso con l'economia basata sulla produzione del cibo, la quale inizia ad espandersi molto rapidamente in zone che già avevano avuto alcune esperienze produttive di questo tipo.

### Popolazione
La teoria riguardo alla popolazione iniziale della ceramica lineare ipotizzava che la cultura fosse diffusa dagli agricoltori che risalivano il Danubio praticando il metodo di coltivazione del "taglia e brucia". La presenza della conchiglia mediterranea dello Spondylus gaederopus, e la somiglianza delle forme ceramica con la zucca, che non cresce al nord, sembrava avvalorare l'evidenza dell'immigrazione. Si pensava che le terre dove essi si muovevano fossero disabitate oppure troppo scarsamente popolate da cacciatori-raccoglitori perché questi rappresentassero un fattore significativo.
La "barriera" geografica, legata allo iato temporale sopra menzionato, non ha un'immediata causa geografica: la cultura Körös terminava nel mezzo della pianura ungherese e, sebbene il clima del nord fosse più freddo, la differenza non era così accantuata da costituire una "barriera". Ci può essere stata comunque una omogeneità etnica e linguistica.
La popolazione mesolitica dell'Europa non era affatto fisicamente omogenea, ma comprendeva un gruppo di tipi fisici chiamati da Marija Gimbutas "europei locali" o "Cro-Magnon (B)",, che non corrispondevano esattamente ai Cro-Magnon del Paleolitico recente, vissuti nella regione precedentemente, ma una popolazione similare residua, che sarebbe sopravvissuta in piccole aree meno accessibili, con caratteristiche fisiche distinte e spesso associata a culture distinte.
Zoffman in una recente analisi statistica di una serie di 120 campioni prelevati dai resti nell'intero bacino dei Carpazi su un arco di tempo di migliaia di anni, definisce la popolazione della cultura della ceramica proto-lineare come un "tipo di Cro-Magnoide-protonordico". La correlazione di questo gruppo con i nordici sarebbe attestata usando le variabili dell'antropometria, chiamate "dati tassonomici", per confrontare le popolazioni situate nel bacino. L'autrice calcola così la distanza di Penrose tra le popolazioni, allo scopo di determinare se possano essere in qualche modo identificate con o siano distanti da ogni altra.
Con questo metodo i "cro-magnoidi protonordici" risulterebbero essere diversi dai "gracili mediterranei" della cultura Körös e da ogni altra popolazione circostante (europei centrali, boemi e germanici), confermando che si tratterebbe di un gruppo esteso di popolazione. L'autrice, tuttavia, ammette che il risultato possa essere influenzato da errori di campionatura. Lo studio dimostrerebbe, comunque, che la cultura della ceramica lineare non sarebbe stata trasmessa tramite importanti movimenti di popolazione.
Recenti studi sul DNA mitocondriale riguardo a 24 individui della cultura della ceramica lineare in 16 località di Germania, Austria e Ungheria, fatti da una squadra di studiosi trovarono che sei individui appartenevano a una rara serie di mutazioni classificate come N1a, con una percentuale molto maggiore rispetto alla popolazione moderna. Gli studiosi ne hanno concluso che le loro scoperte rafforzino l'ipotesi di una discendenza paleolitica per gli europei moderni.
Lo studio non è tuttavia conclusivo: la popolazione moderna potrebbe essere di discendenza neolitica e gli individui con N1a un residuo paleolitico. Le conclusioni sembrano comunque coerenti con lo studio antropometrico di Zoffman: poiché non ci sarebbero stati trasferimenti di popolazione su larga scala, la cultura della ceramica lineare potrebbe essere stata diffusa nella fase più antica da un piccolo numero di individui con questa rara mutazione, che successivamente sarebbero scomparsi nella fase tarda.

## Varianti

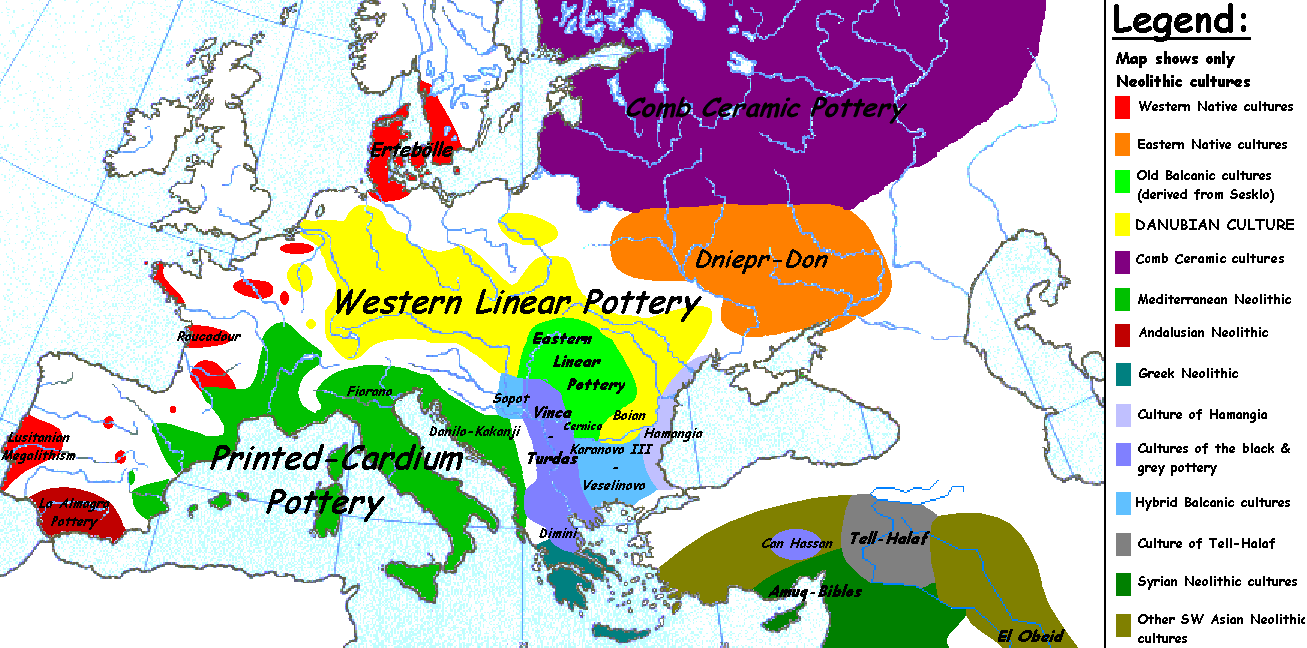
Mappa del neolitico europeo all'apogeo dell'espansione danubiana, 4500-4000 a.C. circa

### Ceramica lineare occidentale o antica
La cultura della ceramica lineare occidentale, più antica, è convenzionalmente considerata iniziare intorno al 5500 a.C., forse addirittura intorno al 5700 a.C., nell'Ungheria occidentale, nella Germania meridionale, in Austria e nella Repubblica Ceca. È talvolta denominata "ceramica lineare centro-europea" (CELP ovvero, "Central European Linear Pottery"), per distinguerla dalla fase ALP (Alföld Linear Pottery culture, o cultura di Alföld). Gli ungheresi tendono ad utilizzare l'acronimo "DVK" (Dunántúl Vonaldiszes Kerámia, ovvero "ceramica lineare transdanubiana"). Sono stati definiti un certo numero di stili e fasi di vasellame locali.
La fine della fase antica può essere datata al suo arrivo nei Paesi Bassi, intorno al 5200 a.C. Qui la popolazione locale aveva già in qualche misura un'economia basata sulla produzione di cibo e la fase antica della cultura proseguì ancora, mentre intorno alla stessa data in Austria compariva già la ceramica a note musicali, appartenente alla fase media della cultura della ceramica lineare. Questa cultura si diffuse poi verso est, in Romania e in Ucraina. La fase tarda (ceramica decorata a punzone (5000-4500 a.C.), si sviluppò in Europa centrale e si propagò poi verso est.

### Ceramica lineare orientale o recente
La cultura della ceramica lineare orientale si sviluppò nell'Ungheria orientale e in Transilvania e quasi contemporaneamente, forse solo qualche secolo dopo, nella zona transdanubiana. Queste grandi pianure erano state occupate, già dal 6100 a.C. circa (fine del VII millennio a.C.) dalla cultura di Starčevo-Körös-Criş dei "gracili mediterranei", provenienti dai Balcani Hertelendi et al. hanno fornito una datazione tra il 5860 e il 5330 a.C. per il Neolitico antico e tra il 5950 a.C. e il 5400 a.C. per la cultura Körös. Questa aveva raggiunto a nord il limite del corso superiore del fiume Tibisco, affluente di sinistra del Danubio e poi si fermò: verso nord la pianura e i monti Bükk furono intensamente occupati da popolazioni mesolitiche.
Intorno al 5330 a.C. apparve a nord della cultura Körös la classica cultura di Alföld, appartenente all'orizzonte della ceramica lineare, fiorita fino intorno al 4940 a.C., nel Neolitico medio. Dall'ungherese e dall'inglese derivano i due acronimi più spesso utilizzati: AVK (Alföldi Vonaldíszes Kerámia) e ALP (Alföld Linear Pottery). Corrisponde alla più antica variante della cultura della ceramica lineare orientale.
In un certo senso la ceramica della cultura di Alföld deriva direttamente dalla cultura Körös: il gruppo di Szatmár, di breve durata e poco esteso, al margine settentrionale della cultura Körös, sembra essere stato di transizione, con alcuni siti che presentano ceramica di Körös e altri con ceramica di Alföld. Quest'ultima era decorata con bande dipinte in bianco e con margini incisi, mentre la ceramica di Körös era solo dipinta.
Come già detto, comunque, sui margini tra le zone di diffusione delle diverse culture non avvennero importanti movimenti di popolazione. La cultura Körös passò ad una fase tarda nei luoghi che aveva già occupato in passato (5770-5230 a.C.), chiamata anche "cultura proto-Vinča", alla quale subentrò la cultura di Vinča-Tordo (5390-4960 a.C.). Non è necessario immaginare le culture Körös e di Alföld come strettamente connesse: la seconda ha infatti un'economia diversa, con l'allevamento di bovini e maiali, entrambi presenti nella regione allo stato selvatico, piuttosto che delle pecore, provenienti dai Balcani e dal Mediterraneo; la percentuale di ossa di animali selvatici è inoltre maggiore e alla dieta si aggiunvano orzo, miglio e lenticchie.
Intorno al 5100 a.C., verso la fine del Neolitico medio, la cultura di Alföld classica si trasformò in un complesso di gruppi locali (Szakálhát-Esztár-Bükk), fioriti tra il 5260 e il 4880 a.C. Tra questi: 
- gruppo di Szakálhát, sul basso e medio corso dei fiumi Tibisco e Körös, dove prese il posto della precedente cultura Körös; la ceramica proseguì con bande dipinte di bianco e incise sui margini;
- gruppo di Esztár, a nord, con ceramica decorata a bande dipinte di scuro;
- gruppo di Szilmeg alle pendici dei monti Bükk;
- gruppo Tiszadob, nella valle di Sajó;
- gruppo di Bükk, nelle omonime montagne.

Tutti questi gruppi sono caratterizzati da ceramica finemente lavorata e decorata e nel loro insieme sono considerati dalla maggioranza degli studiosi come appartenenti all'orizzonte della ceramica lineare. Prima che la cronologia fosse definita e prima che la maggior parte dei siti fossero conosciuti, il gruppo di Bükk era considerato una variante importante e la Gimbutas aveva ad un certo punto ritenuto che fosse addirittura da identificare con la cultura della ceramica lineare orientale, mentre in seguito è emersa l'importanza della cultura di Alföld.
La fine della cultura è più incerta: il gruppo Szakálhát-Esztár-Bükk diede vita ad un altro complesso tardo neolitico, il gruppo Tisza-Hérpály-Csöszhalom, che è ritenuto o non appartenere più all'orizzonte della ceramica lineare, oppure essere un gruppo di transizione alla successiva cultura di Tiszapolgár.

## Economia e produzione

### Utilizzazione della terra

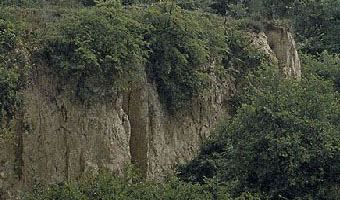
Loess slovacco

Le popolazioni della cultura della ceramica lineare si insediarono sui terrapieni fluviali e nelle prossimità di fiumi, identificando rapidamente le zone del fertile loess, sulle quali impiantarono una particolare associazione di specie coltivalte e selvatiche in piccoli appezzamenti, un'economia che Gimbutas chiamò "civiltà del tipo a giardino" Nei contesti della cultura della ceramica lineare la differenza tra specie coltivate e selvatiche è indicata dalla loro frequenza. I cibi provenienti dalle specie coltivate sono:
- farro (Triticum dicoccum)
- piccolo farro (monococco) (Triticum monococcum)
- pisello (Pisum sativum)
- lenticchia (Lens culinaris)

Le specie utilizzate più raramente e che possono essere ritenute selvatiche sono:
- orzo (Hordeum)
- miglio e saggina (Panicum miliaceum)
- segale (Secale cereale)
- veccia (Vicia ervilia)
- fava (Vicia faba)

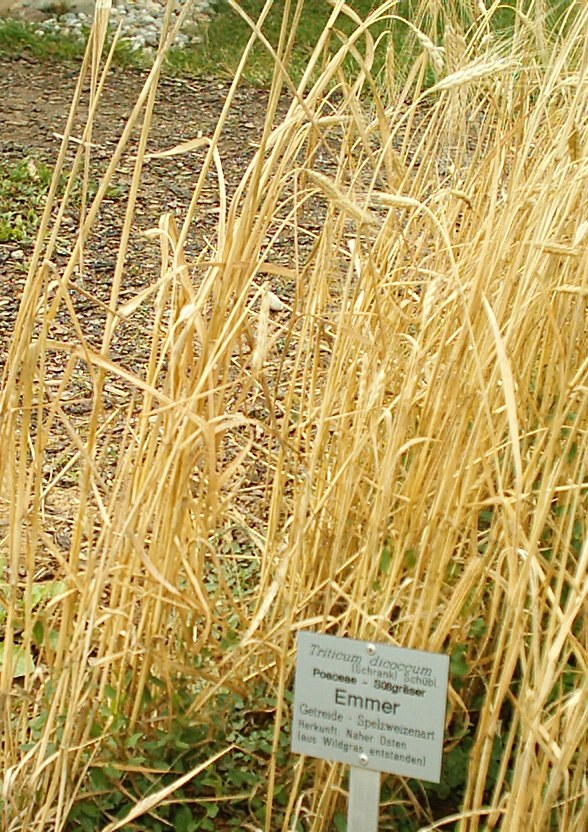
Farro (Triticum dicoccum)
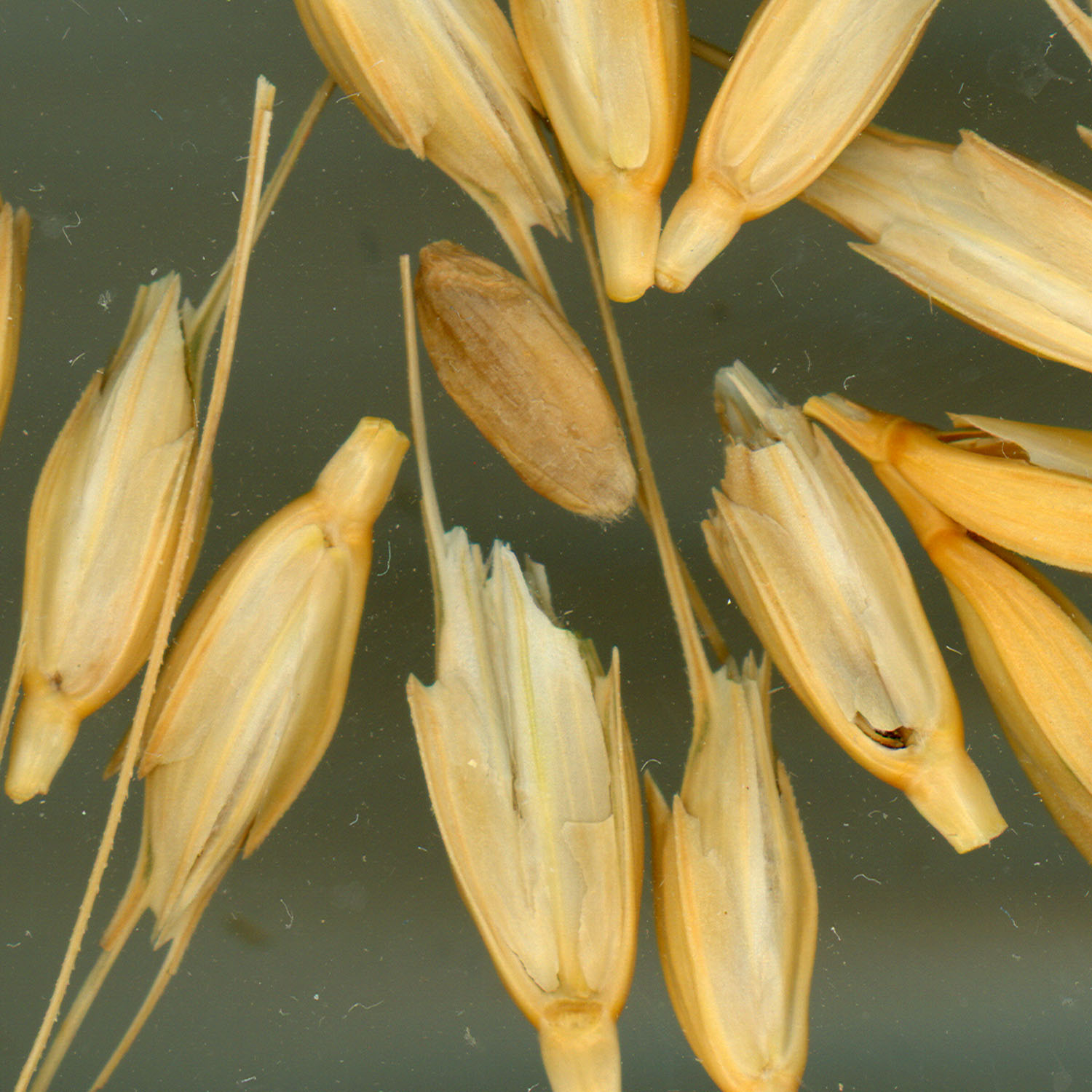
Piccolo farro (Triticum monococcum)
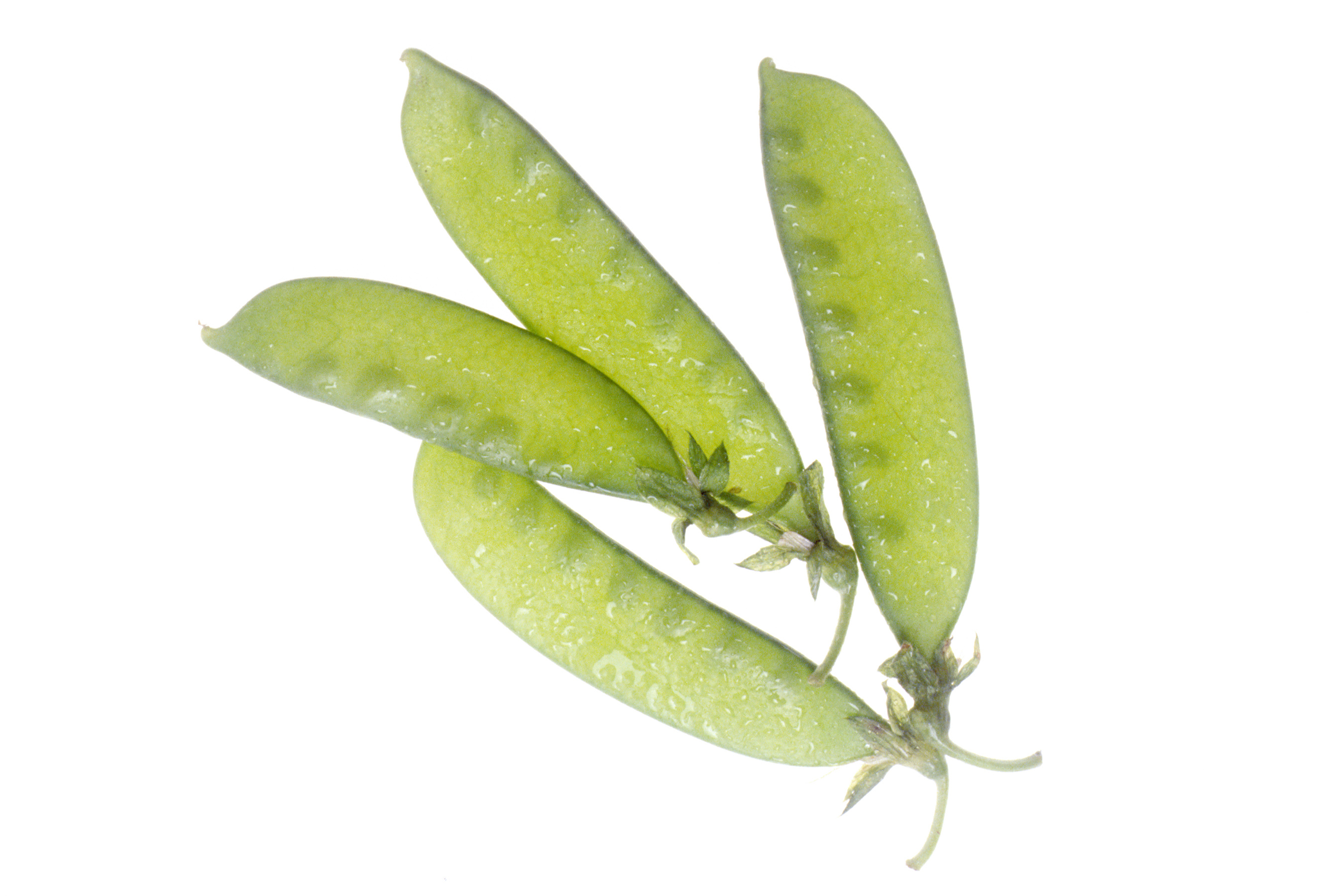
Pisello (Pisum sativum)
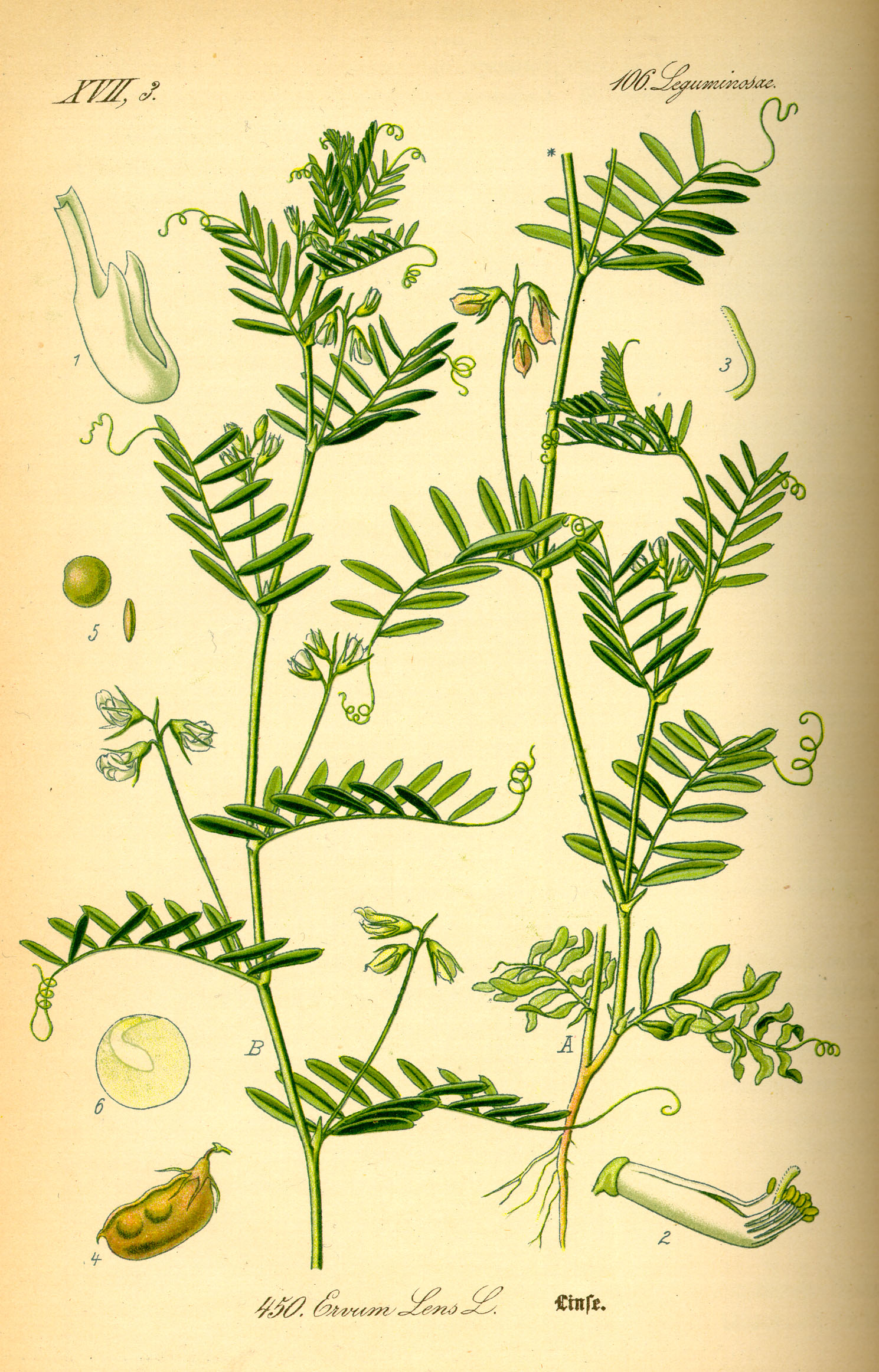
Lenticchia (Lens culinaris)

Il farro e il piccolo farro furono talvolta coltivati come mistura (maslin), o colture miste. Il farro piccolo, a più basso rendimento, predominava sul farro: è stato ipotizzato che questo fosse dovuto alla sua migliore resistenza alle forti piogge. La canapa (Cannabis sativa) e il lino (Linum usitatissimum) furono utilizzati come materiale per fabbricare corde e vestiti come industria casalinga. Dal papavero (Papaver somniferum), introdotto successivamente dal Mediterraneo, produssero probabilmente farmaci palliativi.
Le popolazioni della cultura della ceramica lineare praticavano inoltre l'allevamento, preferibilmente di bovini, sebbene siano attestati anche capre e maiali. Come i contadini moderni, avrebbero usato le granaglie migliori per sé stessi e quelle di minore qualità per gli animali. È presente il cane, ormai ampiamente diffuso, anche se qui in scarsa quantità. Sono inoltre stati trovati consistenti resti di selvaggina: le popolazioni integravano la propria dieta con la caccia del cervo e del cinghiale nelle foreste.

### Storia demografica
Sebbene nessun significativo spostamento di popolazione venga associato con l'inizio della cultura della ceramica lineare, la diffusione delle sue genti nelle terre umide durante la sua fase matura (5200 a.C. circa) fece probabilmente scomparire entro la sua fase più recente l'alta percentuale della rara sequenza genetica sopra menzionata. Entro questo periodo la popolazione era fortemente cresciuta, un fenomeno noto come transizione demografica neolitica (Neolithic Demographic Transition o NDT). Secondo Bocquet-Appel, a partire da una popolazione stabile di "piccoli gruppi interconnessi, che si scambiavano migranti" tra "cacciatori-raccoglitori" e "orticoltori", la cultura della ceramica lineare sperimentò un aumento del tasso di natalità, causato da una riduzione dell'intervallo fra le nascite: l'autore ipotizza una diminuzione del periodo dello svezzamento, reso possibile dalla divisione del lavoro. Nella fase finale della cultura, la crescita cessò, a causa di un aumento della tasso di mortalità, che si ipotizza provocato da nuovi agenti patogeni trasmessi attraverso l'aumento dei contatti sociali.
La nuova popolazione rimaneva sedentaria in base alla produttività della terra: quando questa diventava insufficiente la popolazione in eccesso si spostava verso terre inabitate. Un approfondito studio mediante GIS, compiuto da Ebersbach e Schade su 18 km² nelle zone umide della regione del Wetterau (in Assia, Germania), traccia in dettaglio l'uso della terra e mette in luce il fattore limitante. Nella regione in esame, l'82% della terra era adatto all'agricoltura e l'11% al pascolo (sebbene in zona umida), mentre il 7% era costituito da pendii ripidi. Le genti della cultura della ceramica lineare occuparono questo territorio per circa 400 anni: all'inizio del periodo gli studiosi hanno identificato 14 insediamenti, con 53 case e 318 persone, che usavano le zone umide per il pascolo del bestiame; la popolazione si espanse gradualmente sulle zone umide, arrivando ad un massimo di 47 insediamenti, con 122 case e 732 persone nel periodo tardo, con tutte le terre disponibili per il pascolo in uso; verso la fine la popolazione ritornò improvvisamente ai livelli iniziali, sebbene fosse ancora disponibile molta terra adatta all'agricoltura.
In base a questi dati, gli studiosi conclusero pertanto che il bestiame fosse il principale interesse economico di queste popolazioni e che la disponibilità di terre per il pascolo fosse il fattore limitante per l'insediamento. Mentre nel Medio Oriente le culture neolitiche furono caratterizzate da concentrazioni urbane il cui sostentamento era basato principalmente sulla coltivazione dei cereali, la carne di manzo e i prodotti caseari furono invece la parte principale della dieta della cultura della ceramica lineare. Quando dunque le terre per il pascolo diventavano insufficienti, le popolazioni si spostavano altrove, in cerca di nuovi pascoli.
Poiché lo sviluppo della cultura della ceramica lineare ricade cronologicamente nella parte centrale del periodo climatico atlantico, con temperature calde e abbondanza di precipitazioni, è giustificata l'ipotesi che l'espansione delle zone umide abbia favorito la crescita e l'espansione di questa cultura.

## Cultura materiale

### Strumenti litici
Il corredo degli strumenti utilizzati era appropriato all'economia: selce e ossidiana erano i principali materiali utilizzati per fabbricare punte e lame, mentre non sono presenti tracce di metallo. Per esempio, essi mietevano con falcetti fabbricati inserendo lame di selce sul lato interno di un pezzo allungato di legno ricurvo. Uno strumento tipico di questa cultura è la shoe-last celt (o Schuhleistenkeil in tedesco), un'ascia costituita da una lama cesellata da una pietra levigata, legata ad un manico. Veniva realizzata collocando la lama sopra un pezzo di legno mediante il manico e rimuovendo le schegge come con una pialla. Gli strumenti a punta erano realizzati con punte di selce legate ad un bastone che poteva essere ruotato ed erano presenti in abbondanza raschiatoi e coltelli. L'uso di lavorare le schegge della selce, o microliti, discendeva dal Mesolitico, mentre la tecnica della levigatura è caratteristica del Neolitico.
Questi strumenti attestano una specializzazione del lavoro sia nella fabbricazione che nel commercio. La selce utilizzata proveniva dalla Polonia meridionale e l'ossidiana, dalle montagne del Bükk e del Tatra. Gli insediamenti in quelle regioni si erano specializzati nell'estrazione mineraria e nella fabbricazione degli utensili e i loro prodotti vennero esportati in tutte le altre regioni della cultura della ceramica lineare, che dovevano comunque avere qualcosa da commerciare. Questi scambi commerciali sono un argomento a favore dell'unità etnica fra i gruppi sparsi della cultura della ceramica lineare.

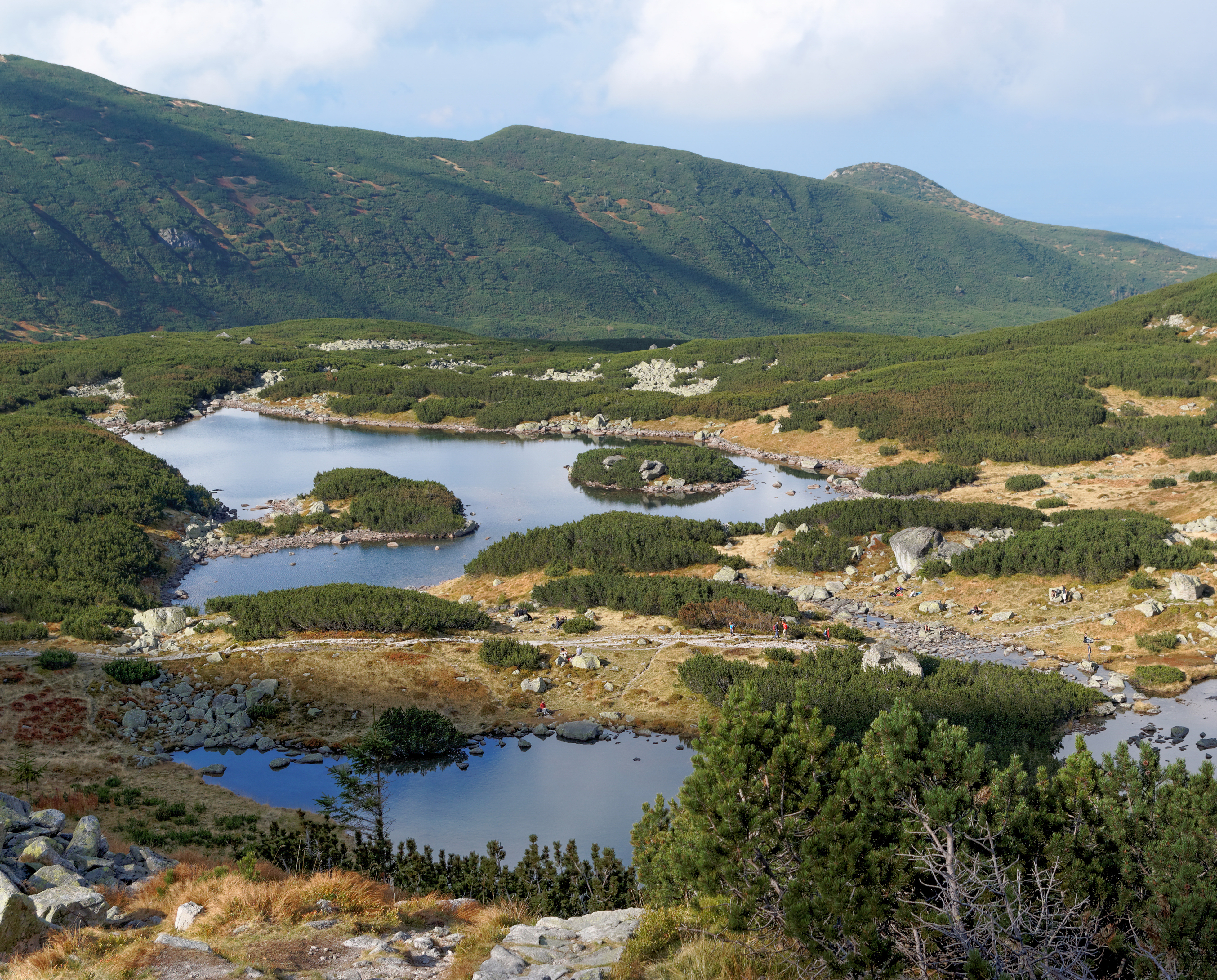
Monti del Tatra occidentale, con prati umidi e pietra.
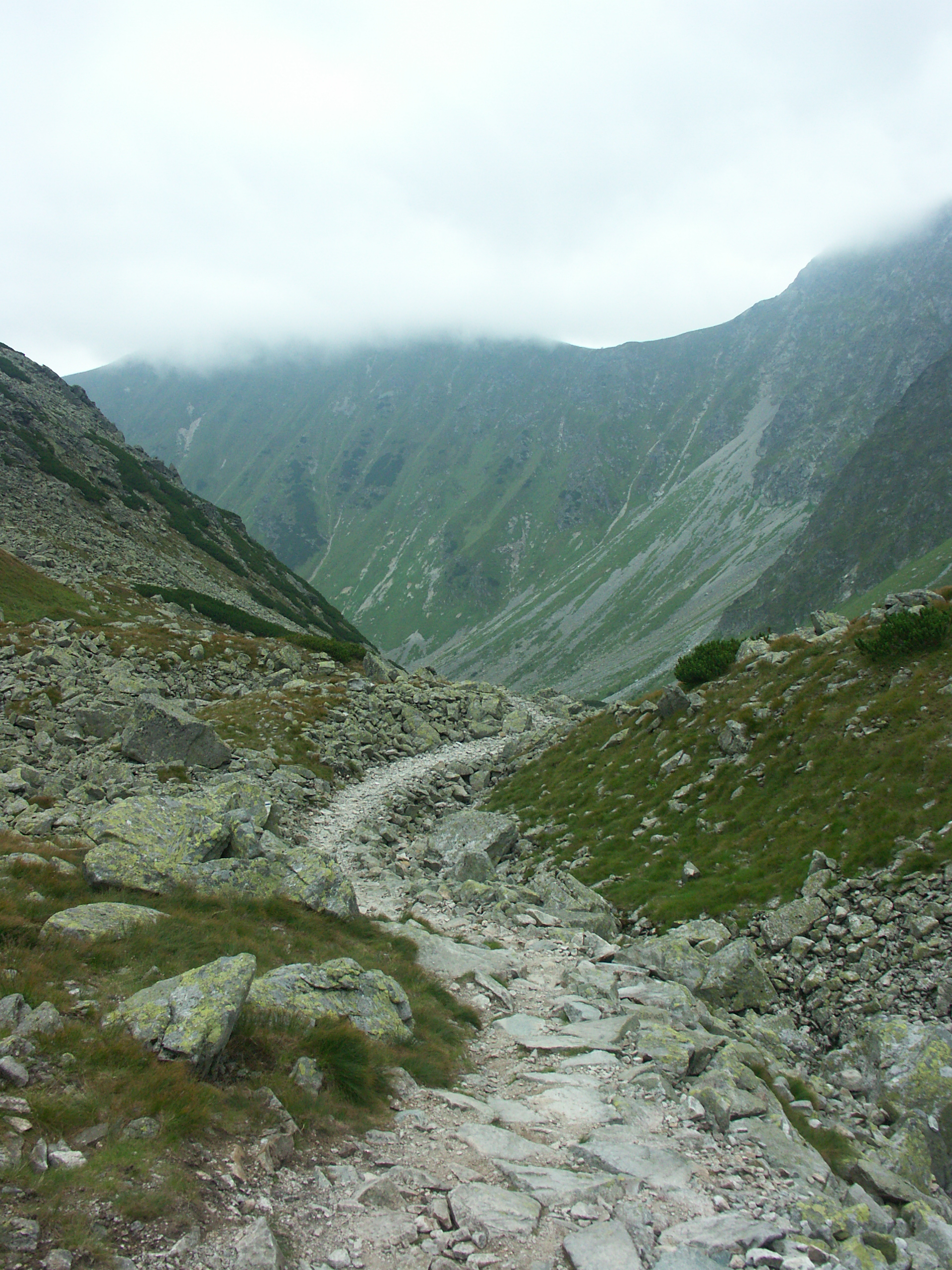
Tatra occidentali, Slovacchia
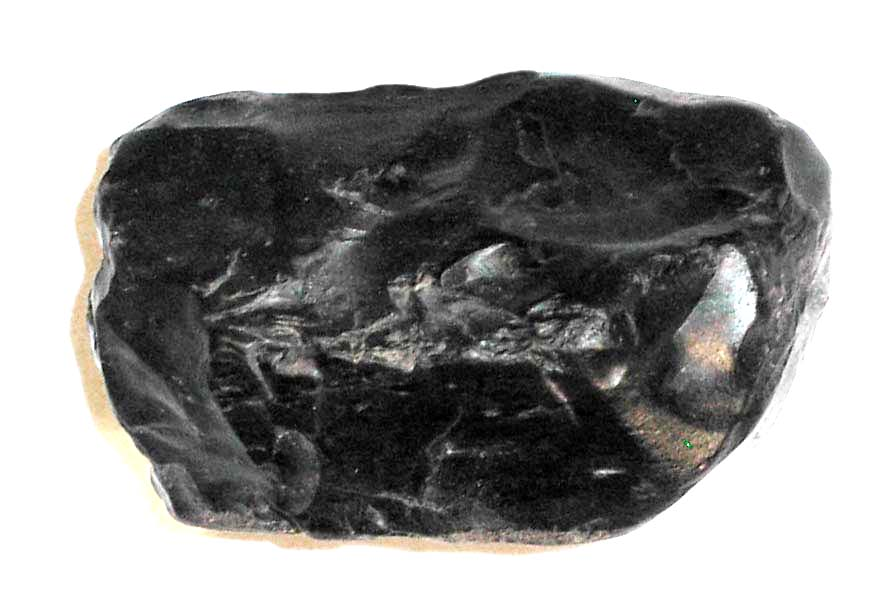
Selce
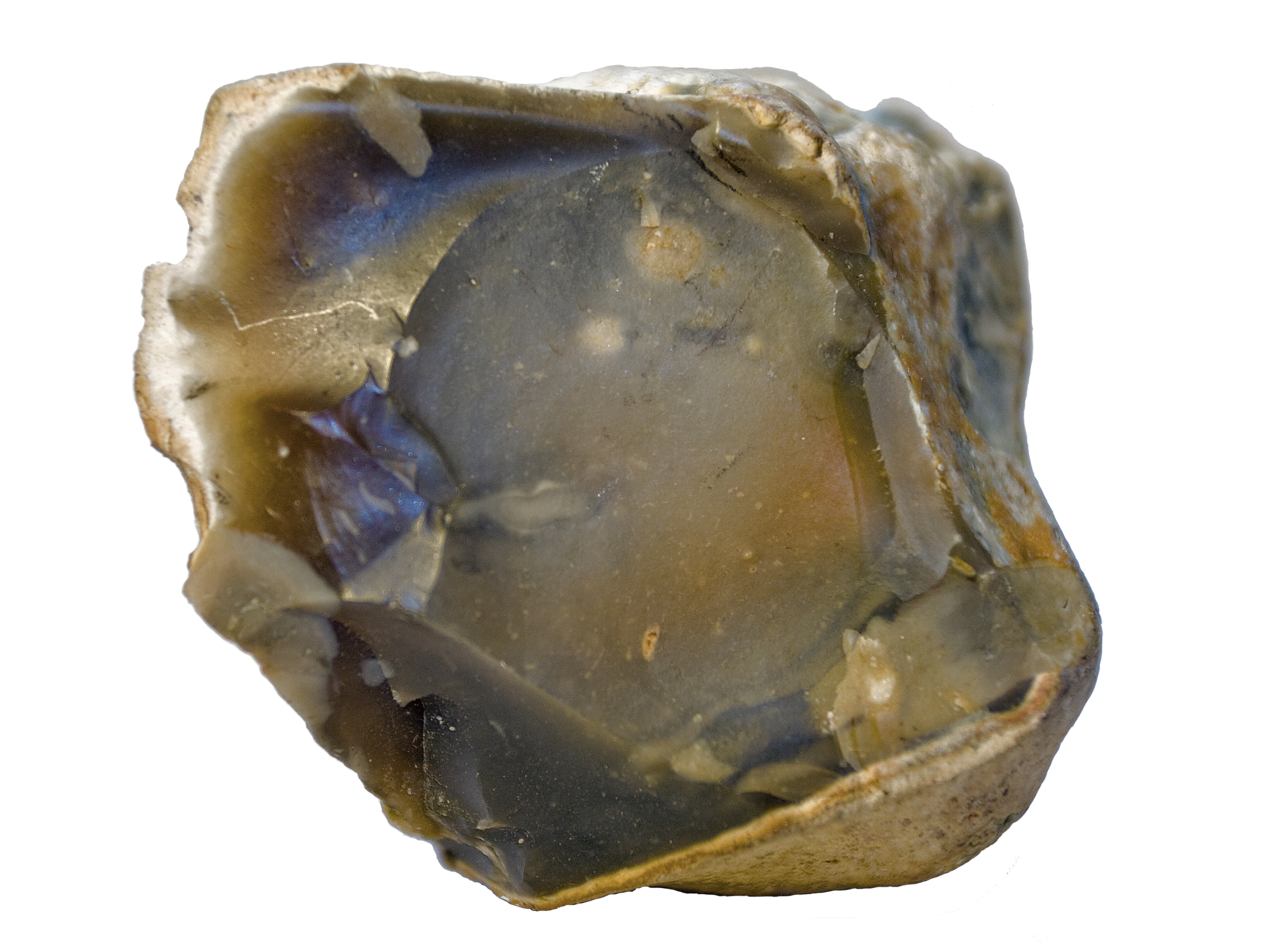
Selce

### Modelli di insediamento
L'unità di residenza era la casa lunga, una struttura rettangolare, larga da 5,5 a 7 m, e di lunghezza variabile (una casa rinvenuta nel sito di Bylany raggiungeva ad esempio i 45 m).
I muri esterni erano costruiti a torchis (graticci di legno intonacati con argilla, o wattle-and-daub), talvolta con l'inserimento tronchi come separazione (split logs), ed avevano tetti inclinati coperti di paglia, sostenuti da file di pali, tre in senso trasversale. Il muro esterno della casa era solido e massiccio, con pali di preferenza in legno di quercia. L'argilla per l'intonaco veniva scavata da fosse vicino alla casa, le quali erano poi utilizzate come magazzino. Pali aggiuntivi ad una delle estremità potrebbero indicare un parziale secondo piano.
Era necessario un facile accesso all'acqua: per questa ragione gli insediamenti si trovano nelle terre basse, vicine all'acqua. Sono anche stati scoperti alcuni pozzi, con rivestimento di tronchi, costruito allineando uno strato sopra l'altro man mano che lo strato precedente affondava nel pozzo.. Dei fossati correvano lungo una parte dei muri esterni, specialmente verso l'estremità posteriore: non avevano probabilmente scopo difensivo, poiché non offrivano molta difesa, e dovevano piuttosto servire a smaltire l'acqua sporca e la pioggia, poiché un'abitazione ampia, con molte persone ed animali, è probabile avesse un sistema di drenaggio. I rifiuti erano regolarmente rimossi e posti in fosse esterne.
Internamente la casa aveva una o due partizioni che creavano tre aree distinte. Le interpretazioni riguardo all'uso di queste variano, forse per gli animali, per dormire e per le attività. La porta principale era situata nel lato opposto rispetto agli alloggi per dormire. Almeno una parte della casa doveva essere utilizzata per gli animali, forse come recinto aggiunto ad una estremità: si può immaginare che la parte posteriore fosse riservata agli animali e alle latrine, che emanavano cattivi odori, mentre la parte anteriore poteva costituire la zona domestica. I lavori che producevano molti rifiuti, come la preparazione delle pelli e la lavorazione della selce, erano svolti all'esterno della casa.
Alcune case della LBK furono occupate per circa 30 anni.
Le abitazioni erano riunite in villaggi di 5-8 case, distanti le une dalle altre circa 20 m, e che occupavano dai 300 ai 1250 acri (dai 120 ai 500 ettari). Villaggi vicini formavano nuclei di insediamento, alcuni con una maggiore densità (20 su 25 km²) e altri più dispersi (1 su 32 km²). Questa disposizione degli insediamenti contrasta l'idea che le genti della cultura della ceramica lineare non avessero una struttura sociale, ma questa rimane tuttavia oscura e oggetto di diverse interpretazioni. Una casa lunga poteva essere l'abitazione di una famiglia allargata, ma la sua breve durata di vita faceva sì che non venisse usata per più di due generazioni. La casa avrebbe richiesto troppo lavoro per una sola famiglia e dunque si ipotizza che fossero abitazioni comuni, ma per una corretta interpretazione sociale della disposizione della casa lunga e dell'organizzazione in villaggi bisognerà attendere testimonianze più precise.
Almeno alcuni dei villaggi sarebbero stati per qualche tempo fortificati, con le case racchiuse da una palazzata con fossato esterno, sebbene ricostruzioni precedenti considerassero lo stile di vita di questa cultura come "pacifico e non fortificato. La presenza di insediamenti con palizzate e di ossa umane traumatizzate per effetto di armi, come a Herxheim,, legate ad una battaglia o ad un rituale di guerra, dimostrano invece la presenza della violenza sistematica tra gruppi, sebbene la maggior parte degli insediamenti conosciuti non mostri tracce di violenze.
La ceramica è stata rinvenuta sia nelle case lunghe, dove dimostra che ogni unità abitativa avesse una sua propria tradizione, che nelle tombe, principalmente quelle femminili, permettendo di ipotizzare che la fabbricazione dei vasi fosse un'attività femminile.
Sono stati definiti dei lignaggi e la Gimbutas si spinge ad ipotizzare famiglie endogamiche e matrilocali

## Religione
Come in tutte le culture preistoriche, i dettagli dei sistemi di credenze della cultura della ceramica lineare sono scarsamente ricostruibili ed è inoltre oggetto di discussione fino a che punto l'insieme delle sue credenze costituisse un vero e proprio canone religioso. Ciononostante, dettagliati studi comparativi basati sui manufatti culturali e sulle iconografie consentono di proporre dei modelli.
Il modello religioso più importante è quello della Grande Madre, diffuso in tutta l'Europa durante il Paleolitico superiore e ancora attivo dopo la transizione al Neolitico. Marija Gimbutas ha tracciato un quadro della religiosità neolitica europea, interpretando le somiglianze tematiche che potevano essere notate nei manufatti.
La compresenza di diversi tipi di sepolture o l'esistenza di figurine androgine, testimonia tuttavia una molteplicità e complessità di credenze.

### Tradizioni funerarie
Il Neolitico antico europeo si caratterizzava per le sepolture di donne e bambini sotto i pavimenti delle case, mentre mancavano i resti di uomini adulti: è probabile che la cultura neolitica prevedesse una differenza sessuale nei costumi funerari e che donne e bambini fossero ritenuti in più stretta relazione con la casa. Le sepolture sotto i pavimenti proseguirono fino al 4000 a.C. circa, ma nei Balcani e nell'Europa centrale furono affiancate dalle sepolture in necropoli a partire dal 5000 a.C. circa.
Le necropoli della cultura della ceramica lineare erano vicine alle aree residenziali, ma distinte da esse ed ospitavano da 20 a 200 tombe, divise in gruppi forse in base alla parentela. Vi erano sepolti maschi e femmine di ogni età e vi veniva praticata sia l'incinerazione che l'inumazione. Gli inumati erano sepolti in posizione rannicchiata in pozzi funerari foderati di pietre, di argilla o gesso
Circa il 30% delle tombe conteneva oggetti deposti insieme al defunto: nelle tombe maschili si trovano asce in pietra, utensili in selce o conchiglie di Spondylus, utilizzate probabilmente come moneta di scambio e come ornamento, mentre nelle tombe femminili si trovano molti degli stessi manufatti, ma anche la maggior parte dei vasi in ceramica e dei contenitori di ocra. Gli oggetti possono essere interpretati o come doni al defunto, come segno di onore, o come suoi possessi personali, come segno di ricchezza: il fatto che non tutte le tombe contenessero oggetti indica una qualche sorta di distinzione tra i diversi individui, di cui è tuttavia incerta l'esatta natura.
Esistevano comunque anche altre pratiche, come mostra la fossa comune di Talheim.